# Cistalia signoretii
Cistalia signoretii är en insektsart som först beskrevs av Guérin-Méneville 1857.  Cistalia signoretii ingår i släktet Cistalia och familjen Rhyparochromidae. Inga underarter finns listade i Catalogue of Life.